# Port Said
Port Said (arabiska:  بورسعيد , Bur Said) är en viktig hamnstad i nordöstra Egypten och är även ett av Egyptens 29 guvernement. Staden ligger vid Suezkanalens mynning till Medelhavet och har cirka 700 000 invånare. Port Said grundades 1859 i samband med byggandet av Suezkanalen och fick sitt namn efter den dåvarande vicekungen i Egypten, Said Pascha.
Port Said var rankat som nummer 1 bland egyptiska guvernement i Canadian International Development Agencys Human Development Index-mätning för 2007/08. Staden främsta industrier är relaterade till fiske, kemikalier, livsmedelproduktion och cigaretter. Port Said är dessutom en viktig hamn för Egyptens exportprodukter som bomull och ris samt som en bränslepåfyllning för fartyg som passerar genom Suezkanalen. Staden frodas som taxfree hamn samt som turistort speciellt under sommaren då dess medelhavsklimat tilltalar många egyptier från Kairo och landets södra delar. Staden är känd för sin fyr, Fyren i Port Said, som var den första byggnad i världen som byggdes av armerad betong då den färdigställdes 1869 i samband med Suezkanalens öppnande.
Staden består av ett flertal gamla byggnader med stora balkonger i varje plan vilka ger staden ett särpräglat utseende. På östra sidan om Suezkanalen ligger bland annat stadsdelen Port Fouad, vilket gör att staden är belägen på både den afrikanska och asiatiska kontinenten.
I Port Said spelades bland annat matcher vid världsmästerskapet i handboll för herrar 1999.

## Historia
Port Said grundades av Said Pasha under annandag påsk, måndagen den 25 april 1859 då Ferdinand de Lesseps invigde kanalens byggande genom en symbolisk sving med en hacka. Sedan järnvägen mellan Kairo och Port Said öppnades 1904 blev Port Said snabbt en av Egyptens mest betydande exporthamnar.
Sedan etableringen har Port Said spelat en viktig del i den egyptiska historien. Britterna invaderade Egypten via staden 1882 och började sin ockupation av landet. En uppgörelse slöts 1936 mellan Storbritannien och kungariket Egypten där britterna förband sig att dra tillbaka sina trupper förutom de som behövdes för att skydda Suezkanalen. Efter andra världskriget förkastade Egypten uppgörelsen vilket ledde till sammandrabbningar mellan egyptiska och brittiska trupper under 1951.
Efter den egyptiska revolutionen 1952 nationaliserade den egyptiske presidenten Nasser Suezkanalen 1956. Nationaliseringen ökade spänningen med Storbritannien och Frankrike som samverkade med Israel för att invadera Egypten, en invasion som blev känd som Suezkrisen. Huvudstriderna utspelades i Port Said som spelade en historisk roll i det egyptiska motståndet mot invasionen. Efter starka påtryckningar av USA tvingades de invaderande länderna att lämna Egypten och de sista soldaterna lämnade den 23 december 1956, vilket sedan dess varit Port Saids nationaldag.
Från och med sexdagarskriget 1967 och fram till 1975 var Suezkanalen minerad och stängd. Port Saids invånare evakuerades inför oktoberkriget 1973 och i samband med kriget återtogs kanalen. Staden återbefolkades sedan och kanalen öppnades igen 5 juni 1975. 1976 blev Port Said utnämnt till taxfreehamn vilket attraherade inflyttning från alla delar av Egypten.

## Transportvägar och kommunikation

### Flygplatser
Port Said flygplats ligger c:a 6 km väster om staden centrum.

### Motorvägar
Man når Port Said via tre motorvägar:
- Den internationella kustvägen (Alexandria - Port Said)
- Kairo – Ismailia - Port Said ökenväg (Port Said - Kairo 220 km)
- Port Said - Damietta vägen.

### Tåg
Järnvägsstationen i Port Said ligger på Mustafa Kamal Street med regelbundna angångar till Kairo, Alexandria och andra egyptiska städer. Det tar c:a 4 timmar med tåg till Kairo och c:a 6 timmar till Alexandria.

### Färja
Port Said är förbundet med Port Fouad på andra sidan Suezkanalen via en färjeförbindelse där färjorna går i skytteltrafik och man når den andra sidan på mindre än 10 minuter. Färjan är den enda transportvägen till Port Fouad.

### Hamnen och Suezkanalen
Port Saids hamn var 2009 den 31:a största hamnen för containertrafik i världen och den näst största i regionen efter Salala i Oman.
Suezkanalen som mynnar ut Medelhavet vid Port Said består av två kanaler, huvudkanalen mellan Port Said och Port Fouad samt en sidokanal öster om Port Fouad.

#### Navigationskanaler
Huvudkanalen
- Längd: 8 km
- Djup: 13,72 m

Östra sidokanalen
- Längd: 19,5 km
- Djup: 18,29 m

## Klimat och medeltemperatur
Port Said har ett medelhavsklimat, semi-arid klimat klass BSh enligt Köppens systemet där den ihållande nordliga vinden från Medelhavet ger staden ett annat klimat än kringliggande ökenlandskapet. Stadens klimat är typiskt för Medelhavet med milda, omväxlande regniga vintrar samt heta, oftast fuktiga somrar. December och Januari är de kallaste månaderna med högsta dagstemperaturen på 23 till 26 °C och som kallast 1 °C under natten. Juli och augusti är de varmaste och fuktigaste månaderna med en genomsnittlig högsta dagstemperatur på 29 °C.
|                   | Jan  | Feb  | Mar | Apr | Maj | Jun | Jul | Aug | Sep | Okt | Nov  | Dec  |
| ----------------- | ---- | ---- | --- | --- | --- | --- | --- | --- | --- | --- | ---- | ---- |
| Medeltemperatur   | 14   | 14   | 16  | 19  | 21  | 25  | 27  | 27  | 26  | 24  | 20   | 16   |
| Högsta medeltemp. | 16   | 16   | 18  | 21  | 23  | 27  | 29  | 29  | 28  | 26  | 22   | 18   |
| Lägsta medeltemp. | 12   | 11   | 14  | 17  | 19  | 22  | 24  | 25  | 23  | 22  | 17   | 13   |
|                   |      |      |     |     |     |     |     |     |     |     |      |      |
| Nederbörd         | 16,7 | 12,1 | 9,9 | 5,6 | 2,2 | 0,5 | 0,0 | 0,0 | 0,2 | 4,7 | 11,8 | 17,1 |

| temperaturer i °C • månadsnederbörd i mm • Källa: World Climate Weatherbase |

## Port Said bildgalleri

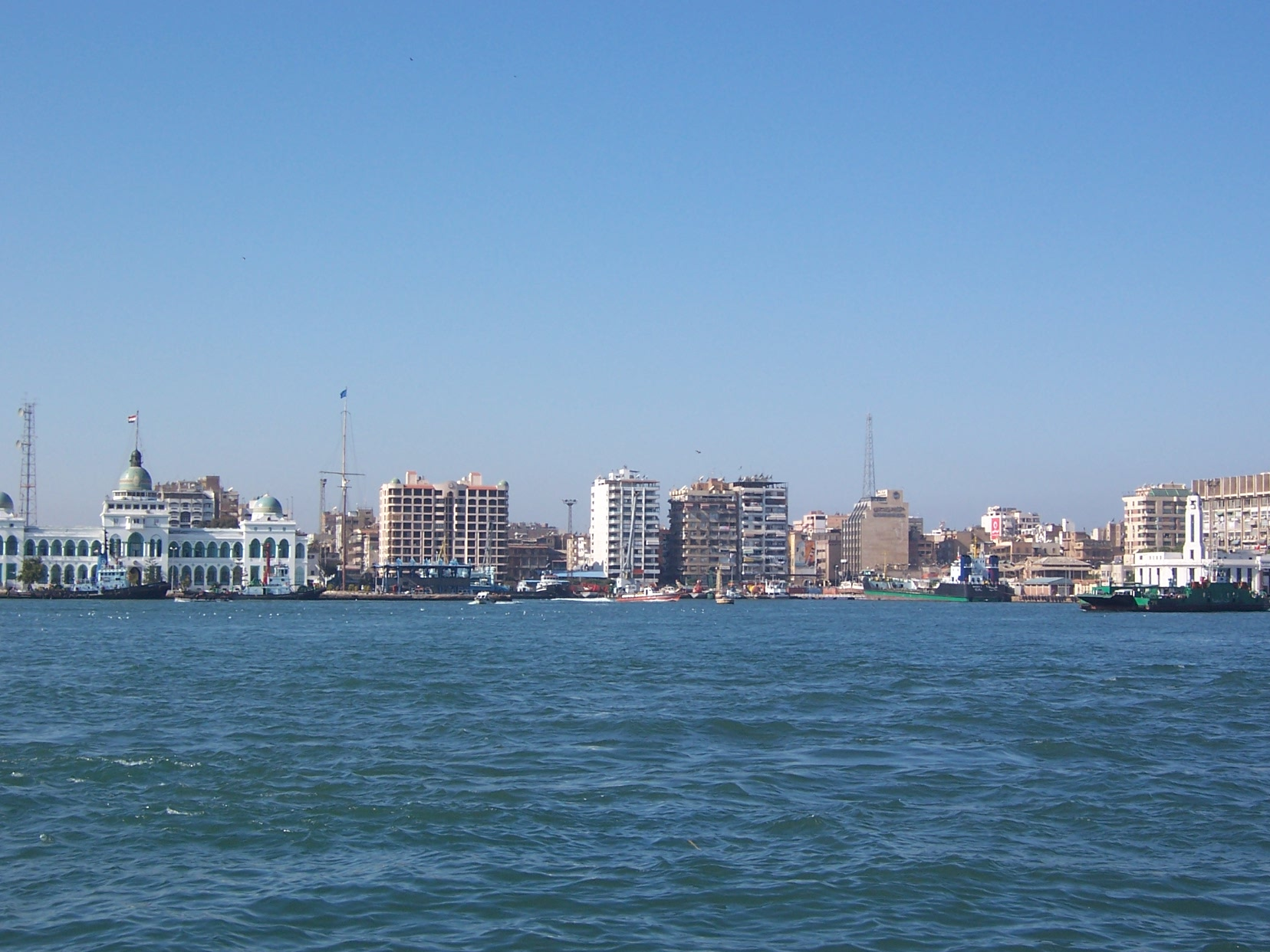
Port Saids kustlinje
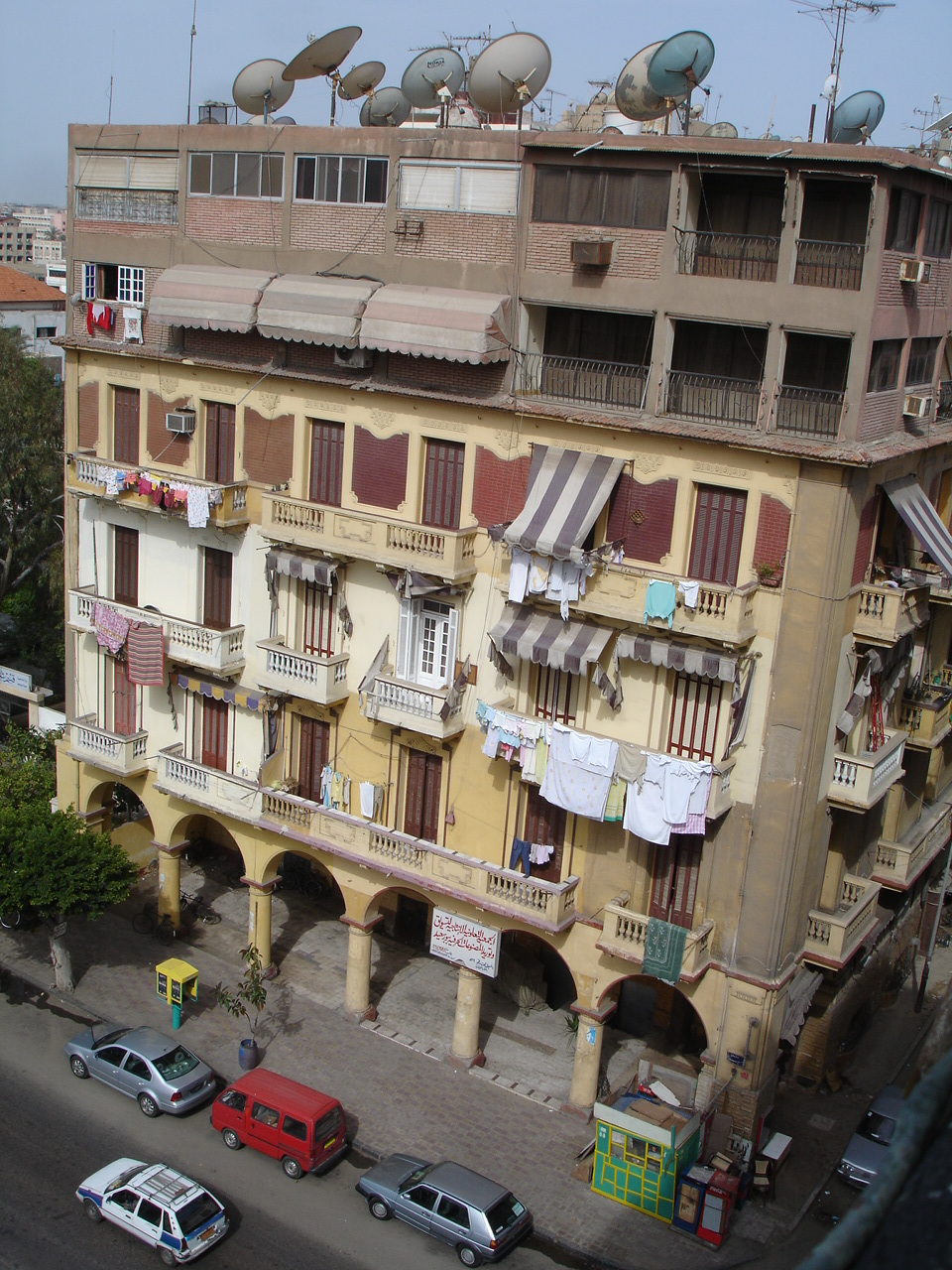
De karaktäristiska hustyperna i Port Said
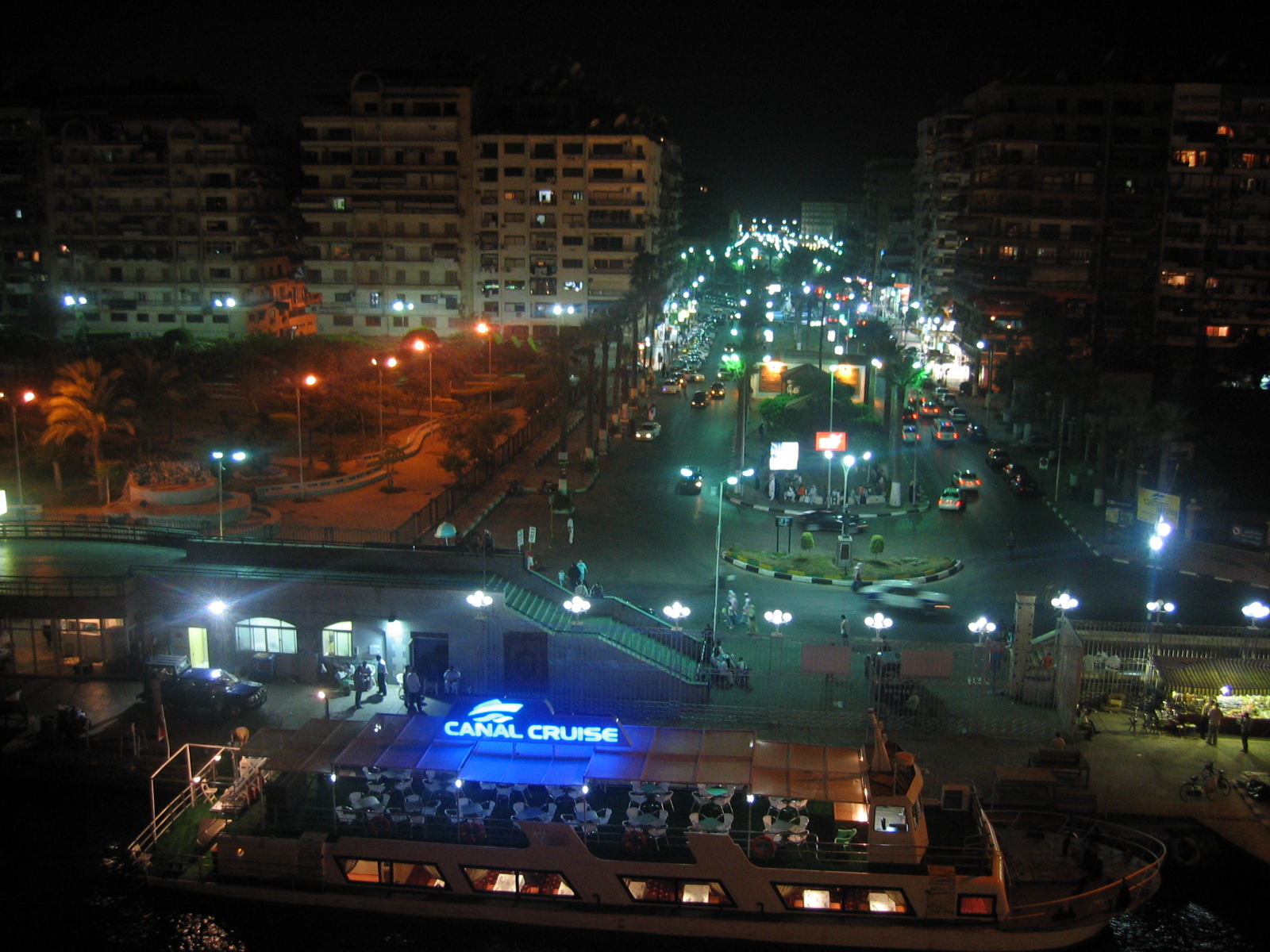
Port Said nattetid
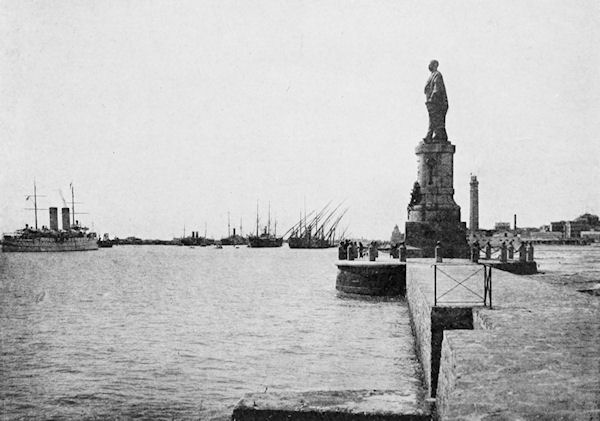
Port Saids pir
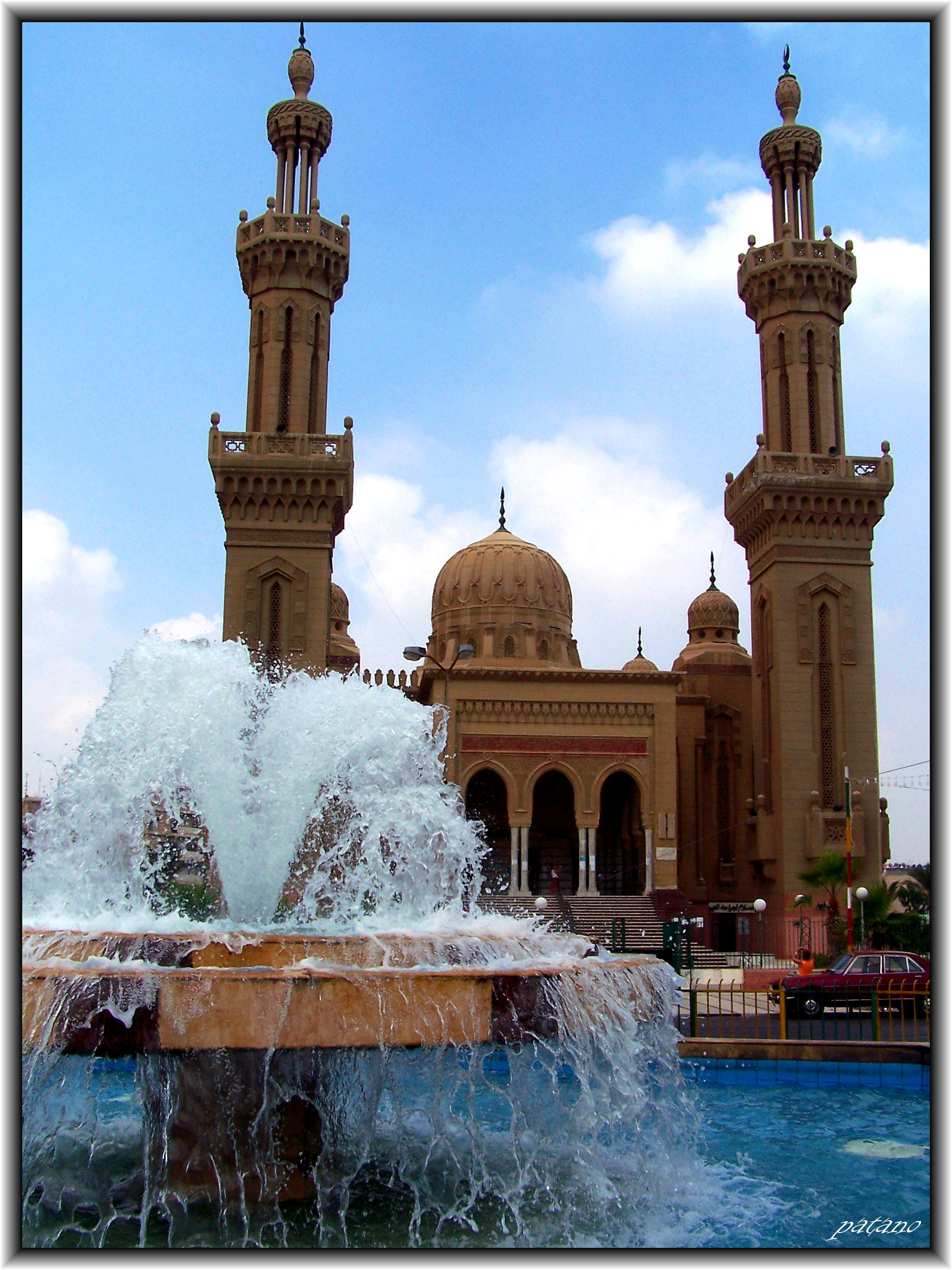
Moské i Port Said